# Lambertus Zijl
Lambertus Zijl (Kralingen, 13 juni 1866 - Bussum, 8 januari 1947) was een Nederlandse beeldhouwer en medailleur. 

## Leven en werk
Hij was de zoon van Gijsbert Zijl en Angenita Bos. Hij huwde op 9 juni 1892 met Hendrika Goossen. Zijl had een zoon en twee dochters. Hendrika's zus Berta trouwde met de beeldhouwer Leo Kamman.
Vanaf 1881 stond Zijl ingeschreven bij de Kunstnijverheidsschool Quellinus Amsterdam. In 1883 werd hij ook vermeld bij de Rijksschool voor Kunstnijverheid Amsterdam. De directeur J.R. de Kruijff liet hem alle modellen voor ornamenten, schilden en bekroning van het door hem ontworpen Sarphatimonument uitvoeren. Hij werkte in deze tijd ook als leerling in het Atelier Van den Bossche en Crevels. Met zijn vriend, beeldhouwer Joseph Mendes da Costa richtte hij de firma 'Mendes da Costa en Zijl' op, deze heeft echter maar kort bestaan.

### Berlage en bouwbeeldhouwwerk
Door de samenwerking met architect H.P. Berlage in het begin van de jaren negentig, kwam zijn carrière als beeldhouwer pas goed op gang. In deze periode heeft hij onder andere draagstenen en kapitelen vervaardigd aan het gebouw van 'De Algemene' aan het Damrak te Amsterdam. Zijn stijl sloot goed aan bij de ingetogen stijl van Berlage. 
Hun samenwerking bereikte een hoogtepunt in de nieuwe Koopmansbeurs van Amsterdam (1898-1903), tegenwoordig beter bekend als de Beurs van Berlage. Vooral aan de buitenkant van dit belangwekkende monument is veel werk van Zijl, zoals de drie 'Amsterdamse Helden' Jan Pieterszoon Coen, Gijsbrecht van Aemstel en Hugo de Groot op drie hoekpunten van de Beurs. Ook boven de ingang van het huidige Beurs van Berlage Café (voormalige hoofdingang) is veel werk van Zijl te zien. 
Tot aan zijn dood heeft hij veel opdrachten vervuld voor vooraanstaande architecten, naast Berlage waren dit onder andere Alexander Kropholler en Karel de Bazel. Zijl heeft maar weinig monumentale beelden gemaakt. Representatief is het Monument voor koningin Emma uit 1938 aan het Emmaplein te Amsterdam-Zuid. 

### Onderscheiding en overlijden
Zijl werd in 1926 benoemd tot officier in de Orde van Oranje-Nassau. Hij was woonachtig in Bussum, waar hij na zijn overlijden op 8 januari 1947 begraven is op de Algemene begraafplaats.

## Lijst van werken (selectie)
- Hercules (1895), voormalig kantoor 'De Nederlanden van 1845', Muntplein, Amsterdam
- Gevelsculpturen (1896), gebouw verzekeringsmaatschappij 'De Nederlanden van 1845', Prinsestraat, Den Haag
- Gijsbrecht van Amstel, Hugo de Groot en Jan Pietersz. Coen (1907), Beurs van Berlage, Amsterdam
- Pelikaan (1919-1921), Sint-Paschalis Baylonkerk, Den Haag
- Scheepvaart en Handel & Nijverheid (1925), gebouw De Bazel, Vijzelstraat, Amsterdam
- Bloemenverkoopster en Bollenrooier (1930), Herenweg (gemeentehuis), Noordwijkerhout
- Koe en Os (1932), Raadhuisplein 2 (Raadhuis), Waalwijk
- Monument voor koningin Emma (1938), Emmaplein, Amsterdam

### Werk in openbare collecties (selectie)
- Rijksmuseum Amsterdam[2]
- Kröller-Müller Museum
- Centraal Museum

## Afbeeldingen

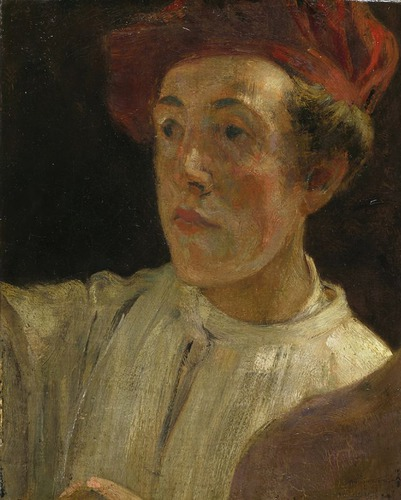
Portret van Lambertus Zijl (1886) door Jan Veth
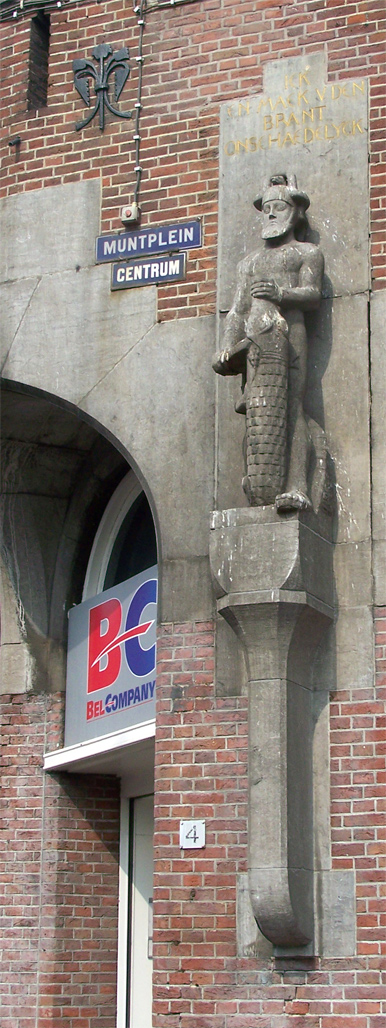
Ornament voormalig kantoor 'De Nederlanden van 1845' (1895), Muntplein, Amsterdam
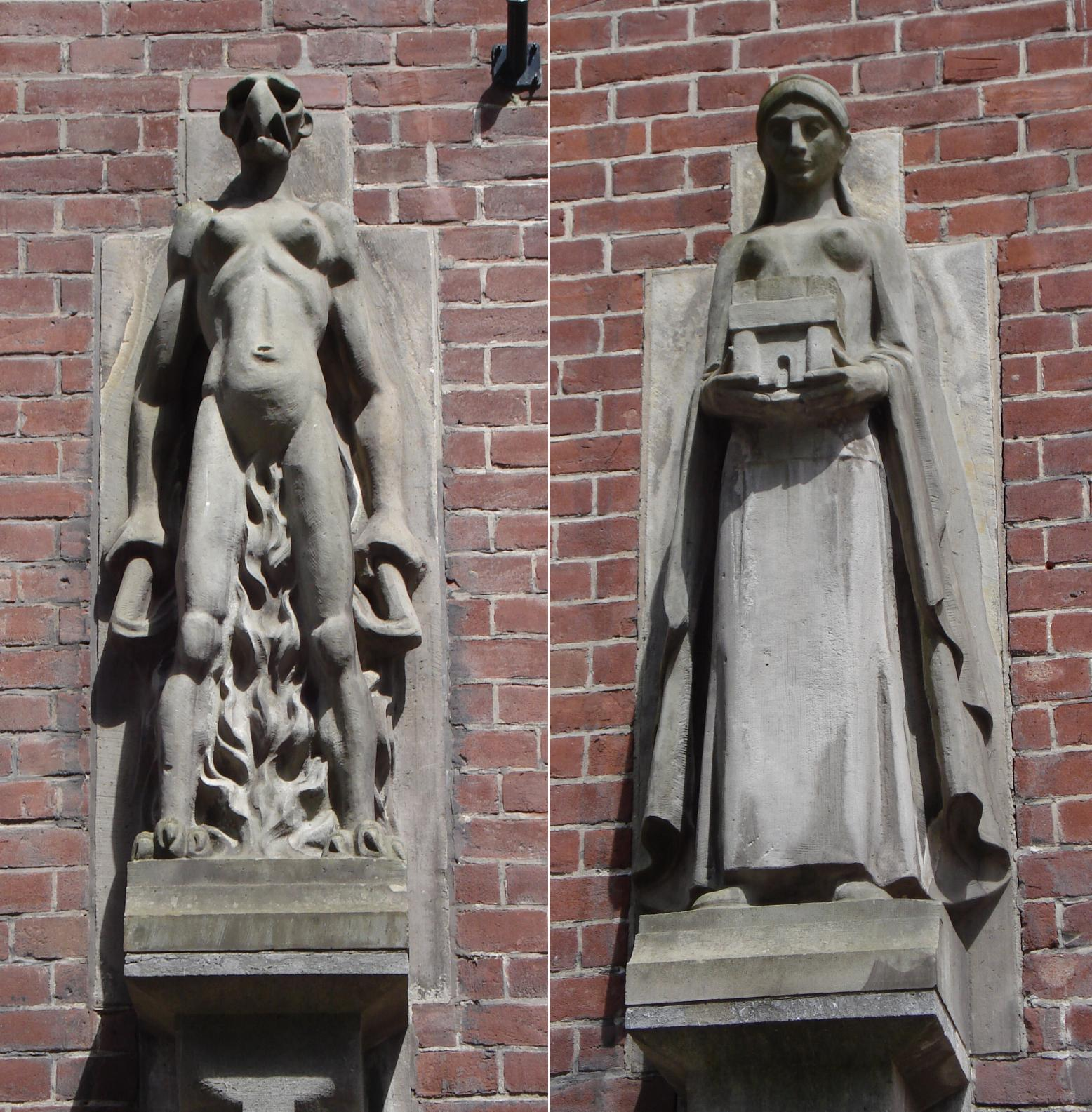
Brand en Onroerend goed (1896), gebouw verzekerings-maatschappij 'De Nederlanden van 1845', Prinsestraat, Den Haag
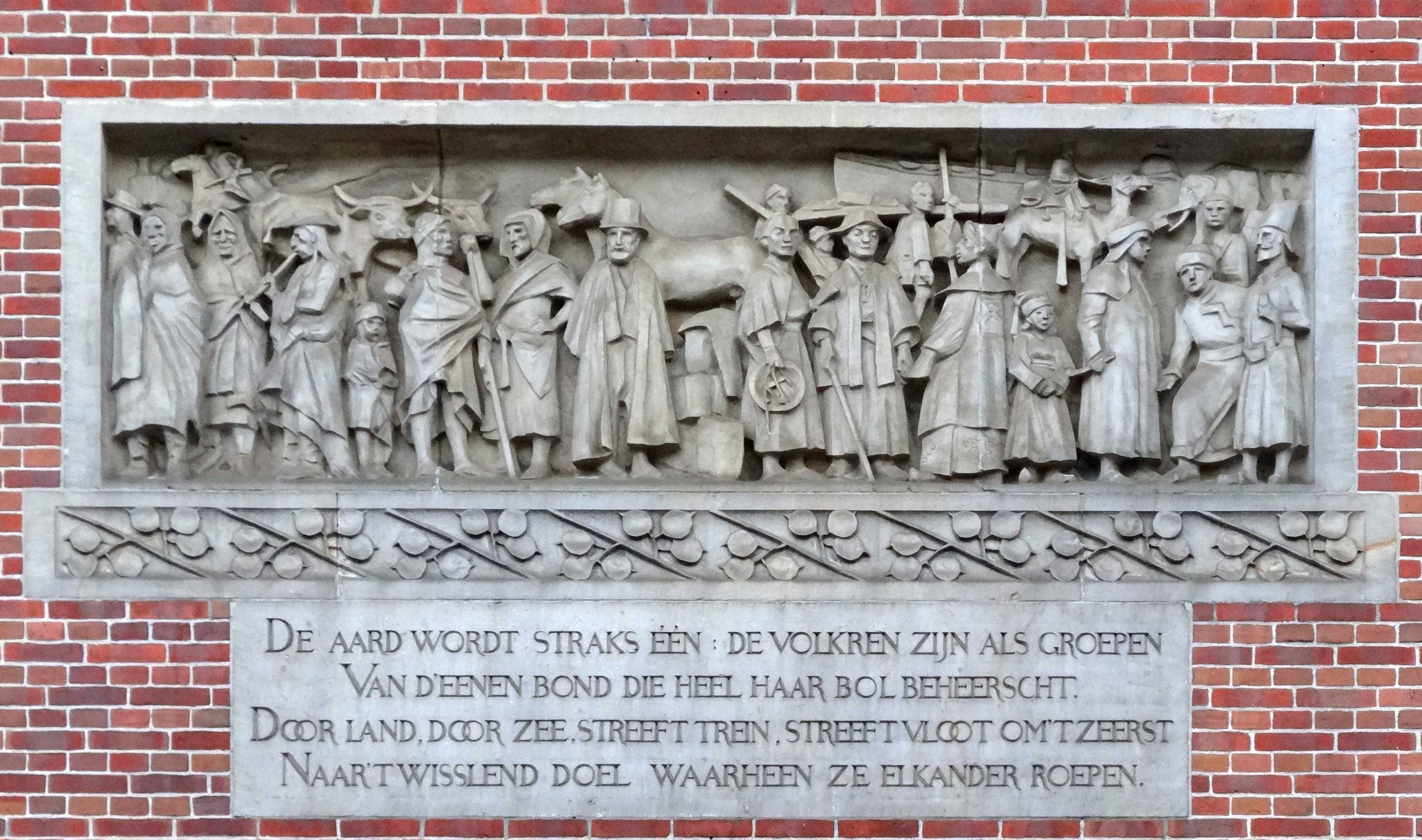
Gevelreliëf Beurs van Berlage (1903), Damrak, Amsterdam
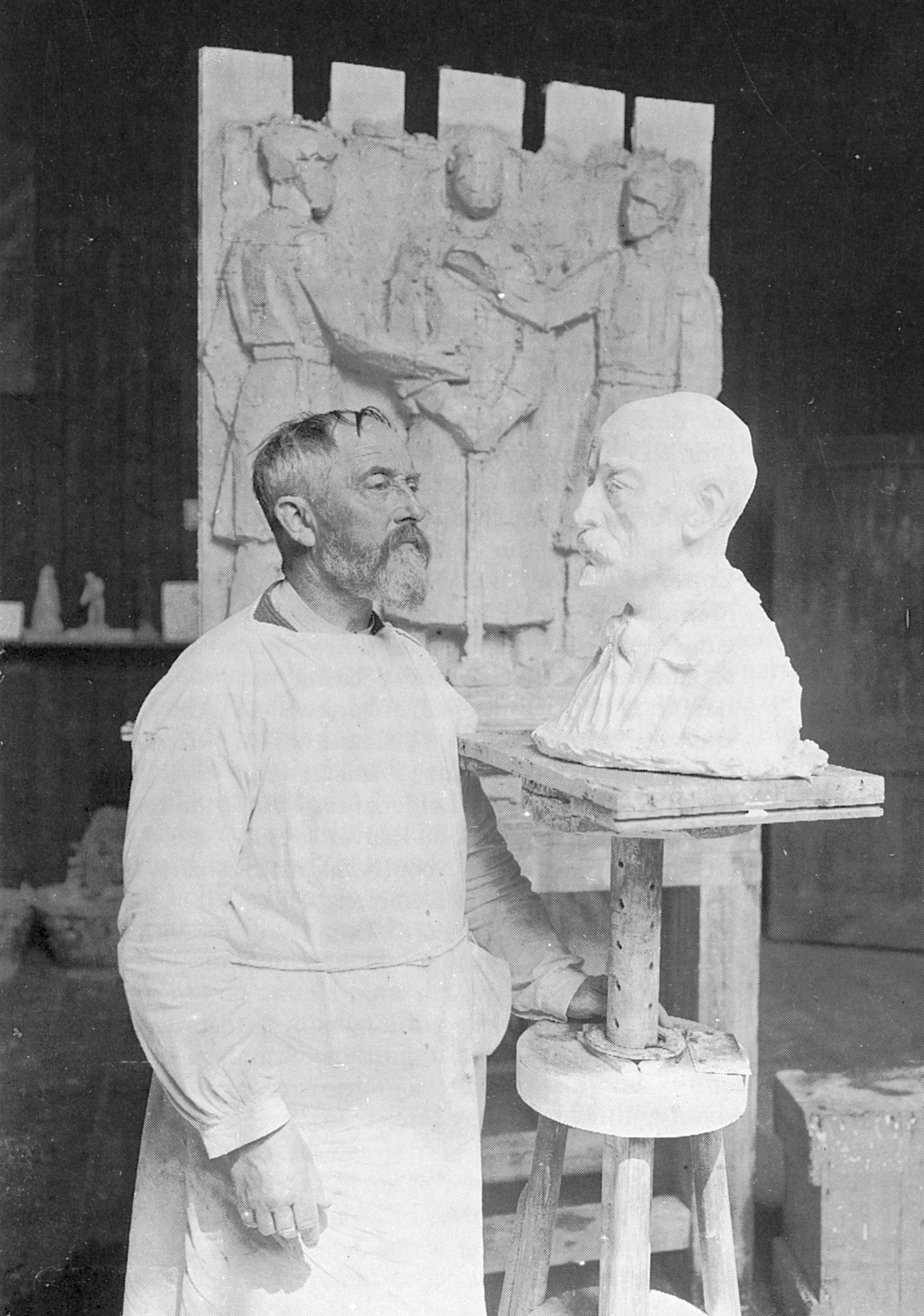
Lambertus Zijl, 1926
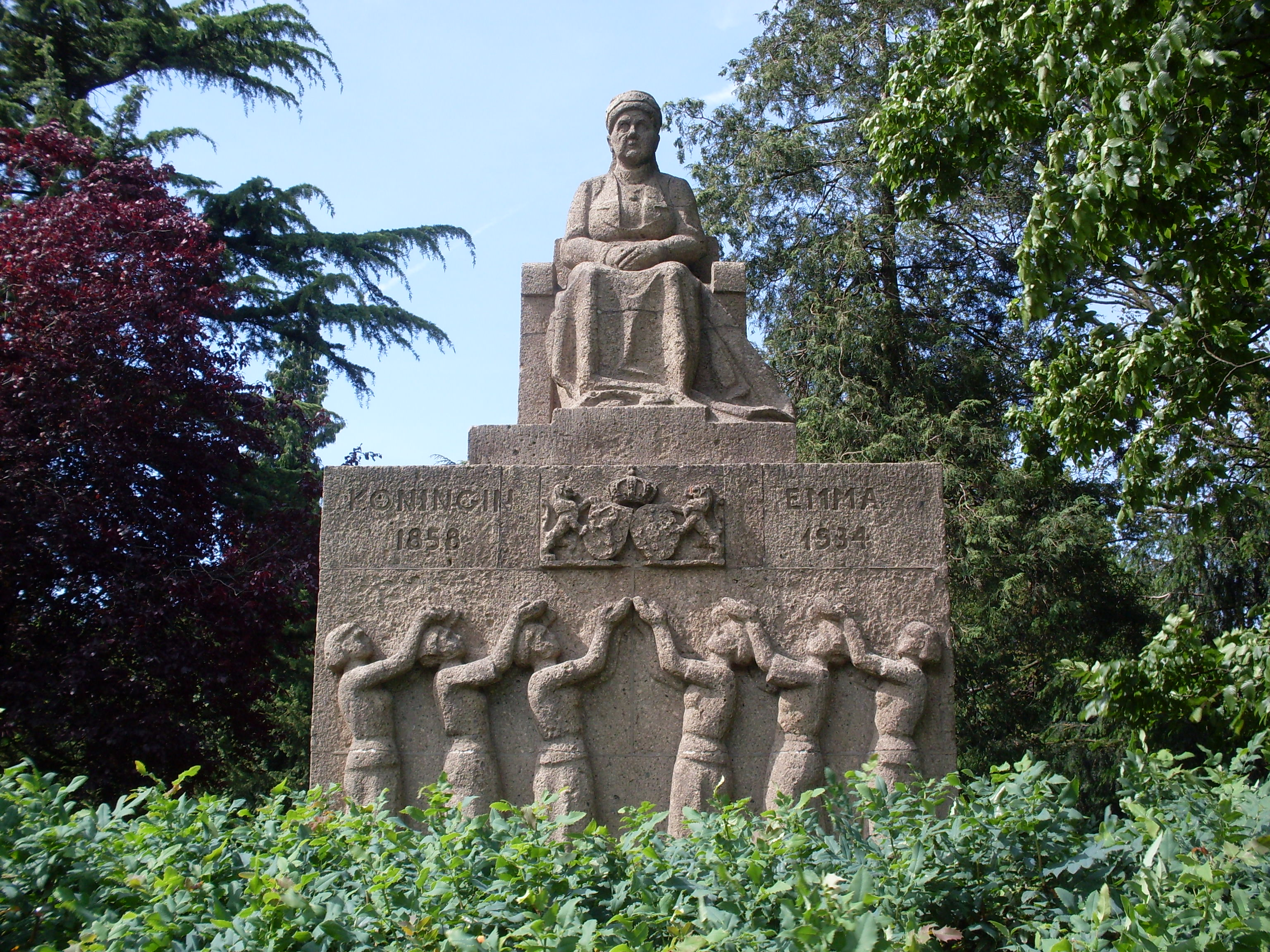
Monument Koningin Emma (1938), Emmaplein, Amsterdam